# Burdignes
Burdignes là một xã trong tỉnh Loire miền trung nước Pháp.